# Thomas Winkler (Drehbuchautor)
Thomas Winkler (* 1972) ist ein deutscher Lehrer, Drehbuchautor und Kinderbuchautor.

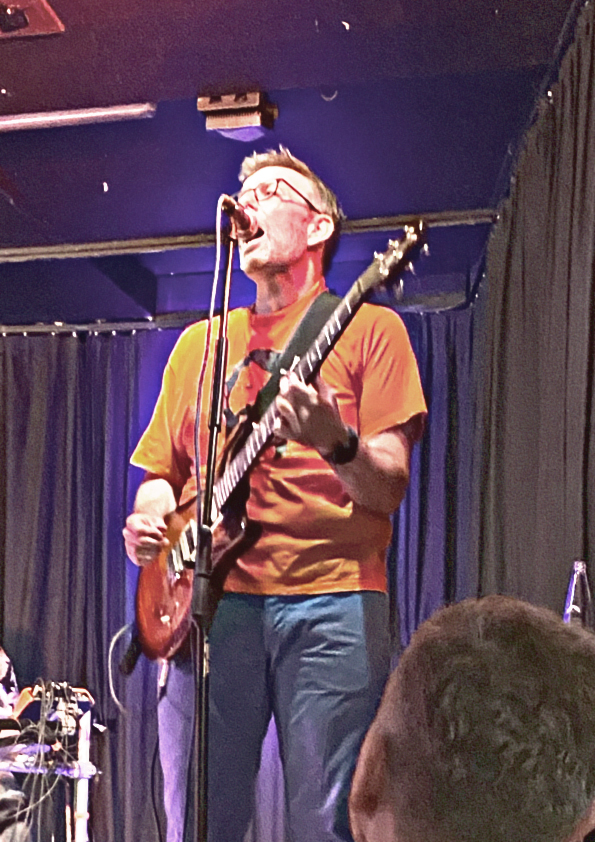
Thomas Winkler

## Ausbildung und Beruf
Winkler studierte Mathematik, Physik sowie Informatik. Er lebt in München-Sendling und unterrichtet die studierten Fächer am Carl-Spitzweg-Gymnasium in Germering.
Winkler verfasst Texte für das Satiremagazin Titanic sowie Welt Online.
Er schrieb das Drehbuch zum Film Systemfehler – Wenn Inge tanzt aus dem Jahr 2013.
Ab 2020 veröffentlichte er die Kinderbuchserie Luis und Lena im cbj Verlag. Im Rahmen der Aktion Ich schenk dir eine Geschichte zum Welttag des Buches erscheint im April 2025 sein Buch Cool wie Bolle.

## Werke
Als Drehbuchautor
- Systemfehler – Wenn Inge tanzt (2013)

Als Autor
- Luis-und-Lena-Reihe (illustriert von Daniel Stieglitz)
  - 2020: Luis und Lena – Die Zahnlücke des Grauens, cbj Verlag München, ISBN 978-3-5701-7749-5.
  - 2021: Luis und Lena – Der Zwerg des Zorns, cbj Verlag München, ISBN 978-3-5701-7750-1.
  - 2022: Luis und Lena – Die Scherze des Schreckens, cbj Verlag München, ISBN 978-3-5701-7963-5.

- 2025: Cool wie Bolle (illustriert von Timo Grubing), cbj Verlag München, ISBN 978-3-570-18217-8.